# Valeriana colchica
Valeriana colchica är en kaprifolväxtart som beskrevs av Utkin. Valeriana colchica ingår i släktet vänderötter, och familjen kaprifolväxter. Inga underarter finns listade i Catalogue of Life.